# 網墜
網墜，是一種漁撈用具，捕魚時綁縛在漁網末端，將重量加諸於漁網，使撒網入水時能迅速下沉。臺灣新石器時代早期便開始使用石頭製作成網墜，到新石器時代晚期開始則出現用陶土製作的網墜。臺灣的石網墜有不同的類型，最主要可分為在扁圓形卵石兩邊打製缺刻的砝碼型網墜，以及在長形或橢圓形的石頭兩端各刻出一圈凹槽的兩縊型網墜，除了形狀及取材上的不同外，空間分佈及使用方式可能也有所差異，研究者認為砝碼型網墜應主要用於海邊，而兩縊型網墜則多用於溪流、河畔、湖泊或淺海處。
位於臺灣花蓮縣新城鄉的四八高地遺址是一個新石器時代中期（距今3637~3343年前）的濱海遺址，出土許多砝碼型網墜且形制與大小多樣，尺寸從最大的長度24公分到最小的長度1.9公分皆有，研究者認為大型的網墜類似將漁網固定於某一特定水域範圍的「定錨」功能，而極小型的網墜則可能是綁縛在釣繩上的釣墜。
兩縊型網墜則可能是投網技術所使用的主要工具，投網技術是一種個人操作且有效率的捕魚法，也是一種古老技術，操作者將長條形的網墜綁縛在投網的邊緣，使網子在被拋出時可以被周圍的網墜帶開而迅速張開並且下沉，過一段時間再收網，由於網子下沉的深度有限，因此此種方法較適合在溪流、湖泊等較淺的水域。
兩縊型網墜在新石器時代的臺灣廣泛分佈，推測投網技術應是臺灣南島語族重要的技術發展之一。